# Alianza de Fuerzas Democráticas para la Liberación del Congo
La Alianza de Fuerzas Democráticas para la Liberación del Congo (Alliance des Forces Democratices por la Libérate du Congo-Zaïre), también conocida por su acrónimo AFDLC, era la coalición de disidentes congoleños y diversas organizaciones étnicas, contrarios a la dictadura de Mobutu Sese Seko y que fueron el sostén de su derrocamiento. Comandados por el antiguo líder guerrillero Laurent-Désiré Kabila, tomaron el poder como resultado de su triunfo durante la Primera Guerra del Congo (1996 - 1997). 
Pese a su victoria, la alianza fue incapaz de mantenerse unida, toda vez que las antiguas fuerzas aliadas de Ruanda, Burundi y la nueva República Democrática del Congo terminaron enfrentados. Esta fractura dio inicio a la segunda guerra del Congo. Una vez terminado ese conflicto, como parte del Acuerdo de Pretoria, la AFDLC se transformaron en el nuevo ejército nacional. Fueron comandadas por Laurent Kabila hasta su asesinato, y posteriormente por su hijo Joseph Kabila.

## Trasfondo
A mediados de 1996, la situación en el este de Zaire bullía de tensión. Tras el genocidio de Ruanda en 1994, cientos de miles de hutus étnicos huyeron a través de la frontera hacia Zaire, donde se establecieron en grandes campos de refugiados. Muchos de los responsables del genocidio, las antiguas Fuerzas Ruandesas de Defensa (FAR) y la milicia Interahamwe, utilizaron el anonimato que les ofrecían los campamentos para reorganizarse en el grupo rebelde Rassemblement pour le Retour et la Démocratie au Rwanda (RDR). El RDR comenzó a usar los campamentos como bases para infiltrarse a través de la frontera y llevar a cabo una insurgencia. A pesar de las protestas del nuevo gobierno de Ruanda, el gobierno de Zaire y las organizaciones internacionales que brindan ayuda humanitaria a los campamentos no estaban dispuestos a sacar a los militantes de la población de refugiados.
Al mismo tiempo, la situación de la minoría banyamulenge, de etnia tutsi que había vivido en Zaire durante generaciones, se estaba volviendo precaria. Durante mucho tiempo habían sido discriminados por ser relativamente nuevos en la región y tener un idioma y una cultura diferentes a los de las tribus vecinas, parte de la estrategia de Mobutu Sese Seko de fomentar un bajo nivel de discordia interna en el país para que no se formara una alianza en su contra. La llegada de un gran número de hutus, muchos de ellos hutus militantes que llevaron a cabo ataques contra objetivos banyamulenge, había alterado sustancialmente el equilibrio existente. El gobierno de Ruanda también vio a los banyamulenge como aliados naturales y había armado y entrenado silenciosamente una fuerza sustancial en previsión de lo que se sentía como una situación inestable.

## Formación del AFDL
El 7 de octubre de 1996, el vicegobernador con sede en la ciudad de Bukavu, en Kivu, proclamó que los banyamulenge ya no eran bienvenidos y tendrían que abandonar el país. En respuesta, los banyamulenge iniciaron un levantamiento contra el gobierno local, que fue utilizado como pretexto por la AFDL para iniciar una guerra en Zaire, que inicialmente se caracterizó como una guerra tribal que rápidamente se convirtió en algo más. Con el apoyo del gobierno de Ruanda, los banyamulenge lograron defenderse de un ataque de las Fuerzas Armadas de Zaire. La creciente tensión entre Ruanda y Zaire condujo luego a un intercambio de fuego de mortero sobre el lago Kivu entre las fuerzas armadas de las dos naciones. Esta violencia que involucró a los banyamulenge en septiembre-octubre de 1996 se considera el comienzo de la Primera Guerra del Congo.
Aparentemente de la nada, Laurent-Désiré Kabila, un ex rebelde marxista que había pasado la mayor parte de la década anterior vendiendo oro en Tanzania, apareció como jefe de su antiguo grupo rebelde, el Partido de la Revolución Popular, que había desaparecido. En un período de tiempo notablemente corto, Kabila se encontró al frente de la nueva AFDL, que también incluía el Consejo Nacional de Resistencia para la Democracia (CNRD) dirigido por André Kisase Ngandu, el Movimiento Revolucionario para la Liberación del Congo (MRLZ) dirigido por Anselme Masasu Nindaga, y la Alianza Democrática de los Pueblos (ADP) dirigida por Déogratias Bugera, a menudo conocido como "Douglas". El 18 de octubre, un tutsi de Kivu del Norte, Déogratias Bugera, se convirtió en el primer secretario general de la organización.
Ha habido mucha especulación sobre la participación extranjera en la facilitación de la creación de la AFDL. La mayor parte gira en torno al presidente de Ruanda, Paul Kagame, y al presidente de Uganda, Yoweri Museveni, quienes conocían muy bien a Kabila. (Kabila había sido presentado a Kagame y Museveni por Mwalimu Julius Nyerere, presidente de Tanzania). Tras un período inicial de negación, desde 1997 tanto Ruanda como Uganda han reconocido abiertamente el papel que desempeñaron en la formación de la AFDL y su éxito militar. Ruanda y Uganda rápidamente apoyaron a la AFDL y enviaron fuerzas a través de la frontera de Zaire. Burundi, Angola, los rebeldes del sur de Sudán y las fuerzas de seguridad de la provincia de Katanga, todos los cuales tenían agravios de larga data con el gobierno de Mobutu, especialmente su patrocinio de grupos rebeldes extranjeros para desestabilizar los países vecinos, también demostraron ser importantes patrocinadores de la AFDL.

## El transcurso de la guerra
Una de las primeras acciones de la AFDL después de que comenzara a tomar localidades fronterizas con Zaire fue la dispersión de los grandes campos de refugiados hutu que ofrecían refugio a muchos militantes de la RDR, un acto duramente criticado por organizaciones humanitarias y de derechos humanos. A medida que se destruía cada campamento, los refugiados huían al siguiente, creando campamentos con poblaciones masivas. Un campamento en Mugungu, al norte del lago Kivu, alcanzó los 500.000 habitantes, lo que es completamente inmanejable para las organizaciones humanitarias. Sin embargo, en feroces combates a mediados de noviembre, las fuerzas del gobierno del Zaire y RDR fueron destruidas o expulsadas de las provincias de Kivu del Norte y Kivu del Sur. Luego, los refugiados hutu se dividieron, unos 800.000 huyeron de regreso a Ruanda y varios cientos de miles se dirigieron hacia el oeste, hacia las selvas del Zaire, donde muchos murieron de hambre y exposición a los elementos o fueron víctimas de los ataques de varios grupos armados. Las Fuerzas de Defensa de Ruanda y la AFDL llevaron a cabo atrocidades masivas durante la guerra, con la desaparición de hasta 222.000 refugiados hutu de Ruanda.
Mientras Kabila, debido a sus contactos internacionales y su habilidad para hablar varios idiomas, era claramente el vocero de la AFDL, había algunas dudas sobre quién era el líder final. André Kisase Ngandu, un insurgente mayor con credenciales revolucionarias, era el presidente del ala militar de la AFDL, el Consejo Nacional de Resistencia (CNRD), y aparentemente expresó su oposición a la masacre de refugiados hutu en los campamentos congoleños. Esta tensión interna entre los dos hombres se resolvió el 4 de enero de 1997, cuando Ngandu fue asesinado en Kivu del Norte por soldados tutsi ruandeses, supuestamente por instigación de Kabila y/o del presidente ruandés Paul Kagame. A partir de entonces, Kabila se nombró a sí mismo presidente del CNRD y mantuvo su cargo de portavoz y jefe del ala política.
Una vez que se aseguraron los Kivus, el resto de la Primera Guerra del Congo consistió en su mayor parte en que la AFDL y sus aliados caminaran y condujeran a través de Zaire hacia la capital, Kinshasa. La población demostró tener una profunda antipatía hacia Mobutu Sese Seko después de décadas de corrupción y despotismo. La mayoría de los soldados desmoralizados del ejército nacional se unieron a la AFDL o desertaron. Hombres de pueblos y ciudades de todo Zaire se sumaron espontáneamente al avance de la AFDL. La AFDL sólo se vio frenada por la decrépita infraestructura del país. En varias partes del país no existían caminos pavimentados; los únicos enlaces con el mundo exterior eran caminos de tierra irregularmente utilizados.
El 16 de mayo de 1997, tras siete meses de rebelión y el fracaso de las conversaciones de paz, Mobutu huyó del país. La AFDL entró en Kinshasa un día después. Kabila se declaró presidente y cambió el nombre del país a República Democrática del Congo (RDC). La AFDL se convirtió entonces en las nuevas fuerzas armadas nacionales.